# 詹時中
詹時中（英文名：Chiam See Tong，1935年3月12日—），新加坡政治家與律師，前任新加坡國會波東巴西單選區民選議員。

## 生平
詹時中自1984年起便當選波東巴西單選區的國會議員，至今連任六屆。1980年8月6日，他創立新加坡民主黨。1992年他引領徐順全加入新加坡民主黨，並推舉徐順全參加馬林百列集選區的國會議員補選，徐落選後隔年又在新加坡國立大學爆發呈報經費不實的爭議。詹時中與徐順全兩人意見不合，而在1993年遭排擠出黨，並在1996年12月加入新加坡人民黨。2001年新加坡大選，人民黨、國民團結黨、正義黨和新加坡馬來民族機構結合為新加坡民主聯盟，由詹時中擔任主席。2008年初，詹時中中風，其妻羅文麗為了協助丈夫處理黨務，投入人民黨中央委員會委員的選舉，並順利當選為人民黨副主席。2011年新加坡大選，詹時中改循轉戰碧山—大巴窯集選區參選，但未能擊敗行動黨候選人，而其妻羅文麗也在波東巴西被行動黨候選人司徒宇斌僅以114票擊敗，羅文麗最終被委任為非選區國會議員。由於健康原因，詹時中在2015年新加坡大選前從政界退休。